# Geymond Vital
Pour les articles homonymes, voir Vital.
Geymond Vital, né Vital Bernard Geymond le 24 janvier 1897 à Claix, Isère, France, et mort le 6 décembre 1987 dans le 18e arrondissement de Paris, est un acteur de théâtre et de cinéma français.

## Filmographie
- 1925 : Destinée d'Henry Roussel : Carlo Strabini
- 1926 : L'Île enchantée d'Henry Roussel : Ferrari
- 1928 : Un chapeau de paille d'Italie de René Clair : le lieutenant Émile Tavernier
- 1928 : Maldone de Jean Grémillon (2 800 m) : Marcellin Maldone
- 1928 : La Zone de Georges Lacombe
- 1929 : Gardiens de phare de Jean Grémillon (2 000 m) : Yvon Bréhan
- 1930 : Big House de Paul Fejos et George Hill
- 1930 : Lopez le bandit de Jean Daumery : Pancho Lopez
- 1930 : Le Père célibataire d'Arthur Robison
- 1931 : L'Aviateur de William Seiter
- 1931 : Le Masque d'Hollywood de Clarence Badger et Jean Daumery : Jimmy Doyle
- 1931 : Nuit d'Espagne d'Henry de La Falaise : le marquis de Lupa
- 1931 : Le Fils de l'autre de Henry de La Falaise : Paul Niles et Victor Whitcomb
- 1933 : L'Agonie des aigles de Roger Richebé : le messager de Nantes
- 1934 : Rapt de Dimitri Kirsanoff : Firmin
- 1935 : Aux jardins de Murcie de Max Joly et Marcel Gras : Pencho
- 1935 : Valse royale de Jean Grémillon : René
- 1937 : Double crime sur la ligne Maginot de Félix Gandéra : le lieutenant Le Guenn
- 1937 : L'Étrange Monsieur Victor de Jean Grémillon : non crédité
- 1938 : La Piste du sud de Pierre Billon : Braun
- 1938 : Éducation de prince d'Alexandre Esway : le général Braoulitch
- 1939 : Les Cinq Sous de Lavarède de Maurice Cammage : le policier
- 1943 : Premier de cordée de Louis Daquin : Maxime Vouillaz
- 1946 : Le Bateau à soupe de Maurice Gleize : le grand-père
- 1947 : Un flic de Maurice de Canonge : Daniel
- 1948 : Le Crime des justes de Jean Géhret : Combaroux
- 1948 : Docteur Laennec de Maurice Cloche : Bayle
- 1949 : La Cage aux filles de Maurice Cloche : Pierre Mansoir, l'oncle de Micheline
- 1955 : Chantage de Guy Lefranc : l'avocat de la partie civile
- 1956 : La Loi des rues de Ralph Habib : le directeur du cabaret
- 1958 : Maigret tend un piège  de Jean Delannoy : un journaliste
- 1958 : Pourquoi viens-tu si tard ? de Henri Decoin : Maître Augier
- 1958 : Prisons de femmes de Maurice Cloche
- 1959 : Le Baron de l'écluse de Jean Delannoy : La Ramée, le chef des cors de chasse
- 1960 : Vive Henri IV, vive l'amour de Claude Autant-Lara : Villeroy
- 1963 : Le Journal d'une femme de chambre de Luis Buñuel : le brigadier
- 1964 : Angélique, marquise des anges de Bernard Borderie : le père Kirscher
- 1967 : Le Crime de David Levinstein d'André Charpak

## Théâtre
- 1929 ; 1922 : Antigone de Jean Cocteau d'après Sophocle, mise en scène Charles Dullin, Théâtre de l'Atelier
- 1924 : Chacun sa vérité de Luigi Pirandello, mise en scène Charles Dullin, Théâtre de l'Atelier
- 1925 : La Lame sourde de Jeanne Nabert, mise en scène Charles Dullin, Théâtre de l'Atelier
- 1925 : La Femme silencieuse de Ben Jonson, mise en scène Charles Dullin, Théâtre de l'Atelier
- 1926 : La Comédie du bonheur de Nicolas Evreinoff, adaptation Fernand Nozière, mise en scène Charles Dullin, Théâtre de l'Atelier
- 1928 : Bilora de Ruzzante, mise en scène Charles Dullin, Théâtre de l'Atelier
- 1929 : Volpone de Ben Jonson, mise en scène Charles Dullin, Théâtre de l'Atelier
- 1934 : Rosalinde d'après Comme il vous plaira de William Shakespeare, mise en scène Jacques Copeau, Théâtre de l'Atelier
- 1951 : Mère Courage de Bertolt Brecht, mise en scène Jean Vilar, TNP, Théâtre de la Cité Jardins Suresnes
- 1953 : Sur la terre comme au ciel de Fritz Hochwälder, mise en scène Jean Mercure, Théâtre des Célestins
- 1955 : Jules César de William Shakespeare, adapt. J.-F. Reille, mise en scène Raymond Hermantier, Festival d'Art Dramatique, Arènes de Nîmes
- 1955 : Le Bal des adieux d'André Josset, mise en scène Jean Mercure, Théâtre Montparnasse
- 1957 : Saint-Just de Jean-Claude Brisville, mise en scène Daniel Leveugle, Comédie de l'Est
- 1958 : Miguel Mañana d'Oscar Venceslas de Lubicz-Milosz, mise en scène Maurice Jacquemont, Studio des Champs-Élysées
- 1960 : Génousie de René de Obaldia, mise en scène Roger Mollien, TNP Théâtre Récamier
- 1960 : Portrait d'une madone de Tennessee Williams, mise en scène Robert Postec, Théâtre de l'Alliance française
- 1961 : Le Comte de Monte-Cristo d'Autant-Lara
- 1963 : Monsieur Vautrin d'André Charpak d'après Honoré de Balzac, mise en scène André Charpak, Théâtre Récamier
- 1964 : Luther de John Osborne, mise en scène Georges Wilson, Festival d'Avignon
- 1965 : Luther de John Osborne, mise en scène Georges Wilson, TNP Théâtre de Chaillot
- 1970 : Le Roi Lear de William Shakespeare, mise en scène Pierre Debauche, théâtre des Amandiers,  Maison de la Culture du Havre